# 유럽 의회 좌파 – GUE/NGL
유럽 의회 좌파 - GUE/NGL(영어: The Left in the European Parliament – GUE/NGL)은 급진좌파 성향의 유럽 의회 내 정치그룹이다. 2021년 1월 전까지는 유럽 연합 좌파/북유럽 녹색 좌파(European United Left/Nordic Green Left, GUE/NGL)였다. 유럽 좌파당과 이제는 인민이 소속되어있다.

## 회원 정당
| 국가     | 정당                   | 유럽의회 의석 | 국회 의석 |
| -------- | ---------------------- | ------------- | --------- |
| 키프로스 | 노동인민진보당         | 2 / 6         | 16 / 56   |
| 체코     | 보헤미아 모라바 공산당 | 1 / 21        | 15 / 200  |
| 덴마크   | 적녹동맹               | 1 / 14        | 13 / 179  |
| 핀란드   | 좌파동맹               | 1 / 14        | 16 / 200  |
| 프랑스   | 프랑스 공산당          | 0 / 74        | 11 / 577  |
| 프랑스   | 불복하는 프랑스        | 5 / 74        | 17 / 577  |
| 독일     | 좌파당                 | 5 / 96        | 69 / 709  |
| 그리스   | 시리자                 | 6 / 21        | 86 / 300  |
| 아일랜드 | 신 페인                | 1 / 13        | 37 / 160  |
| 이탈리아 | 또다른 유럽            | 3 / 73        | 0 / 630   |
| 네덜란드 | 사회당                 | 2 / 26        | 14 / 150  |
| 네덜란드 | 동물당                 | 1 / 29        | 5 / 150   |
| 포르투갈 | 좌파연합               | 2 / 21        | 19 / 230  |
| 포르투갈 | 포르투갈 공산당        | 2 / 21        | 10 / 230  |
| 스페인   | 통합좌파               | 2 / 59        | 6 / 350   |
| 스페인   | 포데모스               | 3 / 59        | 24 / 350  |
| 스웨덴   | 좌파당                 | 1 / 21        | 27 / 349  |

## 같이 보기
- 유럽 좌파당